# Brüder wie Freunde
Brüder wie Freunde ist der Titel eines 1978 erschienenen Romans des Kinderbuchautors Klaus Kordon. Es handelt sich um einen Teilroman aus Frank guck in die Luft. Der Roman spielt im Ost-Berlin der Nachkriegszeit.

## Inhalt
Der siebenjährige Frank wächst mit seiner Mutter, seinem großen Bruder Burkhard und einer Tante in der Gaststätte der Familie auf. Sein Vater ist im Krieg gefallen. Burkhard, das große Vorbild Franks, ist auf dem besten Weg, ein Profifußballer zu werden. Franks Mutter möchte zum dritten Mal heiraten. Doch der Stiefvater kommt mit den Kindern nicht klar, und bald merken alle, dass er nur hinter dem Familienbetrieb her ist. Burkhard rebelliert deshalb gegen seinen neuen Stiefvater.
Burkhard wird von einem Jugendtrainer entdeckt, der daraufhin zu einem von Burkhards Fußballspielen kommen will. Doch schon beim Hinweg zum Spiel hat Burkhard ein schlechtes Gefühl, was er jedoch auf harte Erbsen im Schulessen zurückführt. Das Spiel verläuft gut und der Trainer möchte Burkhard und seinen Freund ins Team von Hertha BSC aufnehmen, doch dann wird Burkhard von einem Ball in den Bauch getroffen. Er bricht zusammen und wird in ein Krankenhaus eingeliefert, wo sich herausstellt, dass sein Magen geplatzt ist. Er stirbt schließlich an einer Blutvergiftung.
Frank möchte das Werk seines Bruders weiterführen und fängt ebenfalls an, Fußball zu spielen. Unterstützt wird er dabei von Burkhards Freund Hotte.

## Ausgaben
- Brüder wie Freunde, Beltz & Gelberg 1978, ISBN 3-407-805438
- Brüder wie Freunde, Beltz & Gelberg 1988, ISBN 3-407-78046X